# Nomoneuroides natalensis
Nomoneuroides natalensis är en tvåvingeart som beskrevs av Hesse 1969. Nomoneuroides natalensis ingår i släktet Nomoneuroides och familjen Mydidae. Inga underarter finns listade i Catalogue of Life.